# Da mi je biti morski pas (1999.)
Da mi je biti morski pas je cjelovečernji filmski prvijenac redatelja Ognjena Sviličića dominantno nostalgičnog ugođaja kojemu doprinose odmjereni tempo i stilizirana fotografija. Iako slojevit i narativno funkcionalan, film je često kritiziran zbog netočnog prikaza grada Splita i banalosti društvenih problema u Hrvatskoj.
Film je osvojio nagradu kritičara Oktavijan, te Zlatne arene za scenografiju (Gorana Stefan), kostimografiju (Ruta Knežević), žensku epizodnu ulogu (Edita Majić) i masku (Sadika Bečić, Verica Grgurić).

## Uloge
- Vedran Mlikota - Kristijan
- Josip Zovko - Mate
- Elvis Bošnjak - Ive Dumanić
- Bruna Bebić-Tudor - Dode Dumanić
- Edita Majić - Lili
- Vanča Kljaković - Domeniko
- Jasna Jukić - Goge
- Ecija Ojdanić - Miki
- Snježana Sinovčić-Šiškov - Mare
- Ljubo Zečević - Stipe
- Siniša Ružić - Brando
- Franko Strmotić - čovjek na prozoru
- Ilija Zovko - čovjek s ovratnikom
- Mate Ćurić - Joke
- Vladimir Davidović - Lovre
- Petar Vrca - suvozač pauka
- Ivica Beatović - mladić s rive
- Marko Bralić - Ivetov susjed
- Filip Radoš - policajac
- Ante Čedo Martinić - konobar
- Zoja Odak - Domenikova žena (glas)
- Branko Rakić - Suhi
- Saulle Ashimova - Japanka
- Ichiro Tanaka - Japanac